# Slavistische Beiträge
Die Slavistischen Beiträge sind eine wissenschaftliche Reihe der Slawistik (Slavistik), die mittlerweile bereits über 500 Bände umfasst.

## Kurzeinführung
Die Reihe wurde 1960 von dem deutschen Slawisten und Balkanologen Alois Schmaus (1901–1970) in München begründet. In der Reihe werden vor allem slawistische Dissertationen des deutschsprachigen Raums publiziert, vereinzelt auch amerikanische, englische und russische, dazu auch Monographien und Sammelbände. Sie hat die drei Unterreihen: „Slavistische Linguistik“ (Referate des Konstanzer Slavistischen Arbeitskreises, Bände II–XXXI, abgeschlossen), „Die slavischen Minderheiten in Südosteuropa“ (Bände 1–4, abgeschlossen), „Studienhilfen“ (Lehrbehelfe für Studierende, bisher Bände 1–19). Die Bänd 1 bis 500 erschienen im Verlag Otto Sagner in München, Band 501 bis 504 im Gabriele Schäfer Verlag, Herne; ab Band 505 erscheint die Reihe im Harrassowitz Verlag, Wiesbaden. Herausgegeben wird sie von Peter Rehder, Ulrich Schweier, Riccardo Nicolosi, im Beirat sind: Walter Koschmal, Klaus Steinke, Susanne Frank, Imke Mendoza.
Die folgende Übersicht erhebt keinen Anspruch auf Aktualität oder Vollständigkeit:

## Bände (Auswahl)
- 513. Slavische Varietäten im Sprachkontakt: Gegenwart und Geschichte, Lexikon und Grammatik. Eine Sammlung sprachwissenschaftlicher Aufsätze zu seltener untersuchten Slavinen / herausgegeben von Malinka Pila; nach Vorarbeit von Pino Marco Pizzo. Wiesbaden: Harrassowitz Verlag 2022
- 512. Ghilarducci, Manuel: Subjekte, Sprachgewalt, Hegemonie. Sprachreflexion in der deutschen und russischen Gegenwartsprosa. 2019. 212 S. ISBN 978-3-447-11233-8
- 511. Kuße, Holger: Aggression und Argumentation. Mit Beispielen aus dem russisch-ukrainischen Konflikt. 2019. 230 S., 70 Abb. ISBN 978-3-447-11232-1
- 510. Mueller-Reichau, Olav: Das Rätsel allgemeinfaktischer Interpretationen im Aspektsystem des Russischen. 2018. 200 S. ISBN 978-3-447-11144-7
- 509. Bounatirou, Elias: Eine Syntax des „Novyj Margarit“ des A. M. Kurbskij. Philologisch-dependenzgrammatische Analysen zu einem kirchenslavischen Übersetzungskorpus. Band 1: Philologische, sprachkulturelle und lautlich-graphematische Grundlagen. Band 2: Syntax. 2018. 907 S. ISBN 978-3-447-11078-5
- 508. Ulrich, Sonja: Anredeformen im Serbischen. 2017. 418 S. (ISSN 0583-5429 ISBN 978-3-447-10954-3)
- 507. Trunte, Nicolina: Kirchenslavisch in 14 Lektionen. 2017. 173 S. (ISSN 0583-5429 ISBN 978-3-447-10953-6)
- 506. Weller, Nina: Zwischenzeit. Kontingenz-Erfahrung und transitorische Lebensentwürfe in den Romanen V vozduche von Sergej Bolmat und Matiss von Aleksandr Iličevskij. 2017. VIII, 276 S. (ISSN 0583-5429 ISBN 978-3-447-10875-1)
- 505. Slavische Mikrosprachen im absoluten Sprachkontakt. Glossierte und interpretierte Sprachaufnahmen aus Italien, Deutschland, Österreich und Griechenland. Herausgegeben von Walter Breu, Evangelia Adamou, Lenka Scholze. Teil I: Walter Breu: Moliseslavische Texte aus Acquaviva Collecroce, Montemitro und San Felice del Molise, unter Mitarbeit von Giovanni Piccoli, Mia Barbara Mader Skender, Catherine Thornton und Stuart Cunningham. 2017. 480 S. (ISSN 0583-5429 ISBN 978-3-447-10865-2)
- 504. Hargaßner, Julia: Kleidersprache im künstlerischen Text. Sowjetische Kleidercodes zwischen 1954 und 1985. 2016. 318 Seiten, 9 Farbfotos. ISBN 978-3-944487-37-3
- 503. Gorishneva, Elena: The Variety of Functions of the Numeral and Indefinite Marker ‘one‘ in Bulgarian and Russian. 2016. 199 S. ISBN 9783944487403
- 502. Simon Oertle: Die slavischen Verbalpräfixe und Präpositionen: Polysemie und Grammatikalisierung. 2016. 383 S. ISBN 978-3-944487-35-9
- 501. Schmidt, Witalij: Deklamation in Theorie und Praxis: Sergej Ignatʼevič Bernštejn. 2015. Broschur. 316 S. ISBN 978-3-944487-32-8
- 500. Nohejl, Regine: Russische nationale Identität im Spiegel der Geschlechtermetaphorik vom 18. Jahrhundert bis in die Zeit der Romantik (Vladimir Odoevskij, Fedor Tjutčev). 2014. Broschur. 323 S. (ISBN 978-3-86688-473-1; ISBN 978-3-86688-474-8 (E-Book))
- 499. Mamedova, Zarifa: Narren als Vorbilder. Die Überwindung der Postmoderne in der russischen Literatur der 1990er- und 2000er-Jahre. 2014. Broschur. 217 S. (ISBN 978-3-86688-524-0; ISBN 978-3-86688-525-7 (E-Book))
- 498. Feldmeier, Beate: Anrede im Sprachkontakt. Reflexion und Gebrauch von Anredestrategien durch tschechische Migranten im deutschsprachigen Umfeld. 2014. Broschur. 253 S. (ISBN 978-3-86688-469-4; ISBN 978-3-86688-470-0 (E-Book))
- 497. Howanitz, Gernot, Christian Kampkötter, Heinrich Kirschbaum (Hrsg.): Slavische Identitäten. Paradigmen, Poetiken, Perspektiven. Unter Mitarbeit von Katharina Kühn und Zarifa Mamedova. 2014. Broschur. 408 S. (ISBN 978-3-86688-465-6; ISBN 978-3-86688-466-3 (E-Book))
- 496. Meier, Nils: Die Zeitschrift »Literaturnyj kritik« im Zeichen sowjetischer Literaturpolitik. 2014. Broschur. 216 S. (ISBN 978-3-86688-433-5; ISBN 978-3-86688-434-2 (E-Book))
- 495. Klüh, Marco: Unterwanderungen der Postmoderne. Viktor Pelevins literarische Werke als Arbeitsfelder von Ostensivität. 2014. Broschur. 243 S. (ISBN 978-3-86688-435-9; ISBN 978-3-86688-436-6 (E-Book))
- 494. Trunte, Nicolina: Slavenskij jazyk. Ein praktisches Lehrbuch des Kirchenslavischen in 30 Lektionen. Zugleich eine Einführung in die slavische Philologie.Band 2: Mittel- und Neukirchenslavisch. 2., völlig überarbeitete und erweiterte Auflage. 2014. Broschur. XXXVIII, 550 S. (ISBN 978-3-86688-427-4; ISBN 978-3-86688-428-1 (E-Book))
- 493. Senn, Tatjana: Georgij Ivanov. Die russischen Jahre im literarischen und historischen Kontext. 2013. Broschur. 483 S. ( ISBN 978-3-86688-385-7; ISBN 978-3-86688-386-4 (E-Book))
- 492. Drews, Peter: Heine und die Slaven. Teil I: Die gesamtslavische Rezeption der Werke Heinrich Heines von den Anfängen bis zur Gegenwart. 377 S. – Teil II (CD): Übersetzungen von Werken Heinrich Heinesin slavische Sprachen. 378 S. Broschur. 2013. (ISBN 978-3-86688-381-9; ISBN 978-3-86688-382-6 (E-Book))
- 491. Steinke, Klaus, Xhelal Ylli: Die slavischen Minderheiten in Albanien (SMA). 4. Teil: Vraka - Borakaj 2013. Broschur, 212 S. (Die slavischen Minderheiten in Südosteuropa. 4.) (ISBN 978-3-86688-363-5; ISBN 978-3-86688-364-2 (E-Book))
- 490. Trunte, Nikolaos: Reiseführer durch das Jenseits. Die Apokalypse des Paulus. 2013. Broschur. XXIX, 357 S. (ISBN 978-3-86688-320-8; ISBN 978-3-86688-321-5 (E-Book))
- 489. Piskorz, Jadwiga: Die Grammatikalisierung eines neuen Perfekts im Polnischen. Ein Beitrag zur Entwicklungslogik des Perfekts. 2012. Broschur. VI, 338 S. (ISBN 978-3-86688-318-5; ISBN 978-3-86688-319-2 (E-Book))
- 488. Hristozova, Miglena: „Veda Slovena“ zwischen Mythos und Geschichte. Zur Problematik von Identitätsdiskursen auf dem Balkan. 2012. Broschur, 216 S. (ISBN 978-3-86688-316-1; ISBN 978-3-86688-317-8 (E-Book))
- 487. Anding, Kevin: Agent des Fortschritts. Wissens- und Diskursstrukturen am Beispiel Jurij Gagarins. 2012. Broschur, VIII, 282 S. (ISBN 978-3-86688-271-3; ISBN 978-3-86688-272-0 (E-Book))
- 486. Susanne Behensky, Susanne (Hrsg.): m*OST 2010: Oesterreichische StudierendenTagung für SlawistInnen / Austriacka Studencka Konferencja Slawistyczna // Rakouská studentská konference pro mladé slavisty // Студенческая конференция молодых славистов в Австрии. 2012. Br., 192 S. (ISBN 978-3-86688-269-0; ISBN 978-3-86688-270-6 (E-Book))
- 485. Lehfeldt, Werner: Akzent und Betonung im Russischen. 2., verbesserte und erweiterte Auflage. 2012. Broschur, XII, 174 S. (ISBN 978-3-86688-232-4; ISBN 978-3-86688-233-1 (E-Book))
- 484. Kallfell, Tobias: Spracheneinfluss und konstruktionelles Lernen beim Erwerb des Deutschen als Zweitsprache untersucht am Beispiel zweier russischsprachiger Spätaussiedlerinnen. 2012. Broschur, XIV, 417 S. (ISBN 978-3-86688-238-6; ISBN 978-3-86688-239-3 (E-Book))
- 483. Jörg, Natalia: Schreiben im Exil – Exil im Schreiben. Zur narrativen Vermittlung von Exilerfahrungen bei Vladimir Nabokov und Iosif Brodskij. 2012. 320 S. (ISBN 978-3-86688-209-6; ISBN 978-3-86688-210-2 (E-Book))
- 482. Trunte, Nikolaos H.: Slavia Latina. Eine Einführung in die Geschichte der slavischen Sprachen und Kulturen Ostmitteleuropas. 2012. LXVIII, 787 S. (ISBN 978-3-86688-207-2; ISBN 978-3-86688-208-9 (E-Book))
- 481. Martin, Erik: Formen der Negation bei Lev Tolstoj. 2011. 218 S. (ISBN 978-3-86688-203-4, ISBN 978-3-86688-204-1 (E-Book))
- 480. Drews, Peter: Die tschechische Rezeption deutscher Belletristik 1901–1945. Teil I und II. 2011. 249, 464 S. ISBN 978-3-86688-125-9
- 479. Heeg, Dagmar (Hrsg.): m*OST 2009: Oesterreichische StudierendenTagung für SlawistInnen // Austriacka Studencka Konferencja Slawistyczna // Rakouská studentská konference pro mladé slavisty // Студенческая конференция молодых славистов в Австрии. 2011. 206 S. ISBN 978-3-86688-124-2
- 478. Pavkovič, Aleksander: Tschechisch und Slovenisch im Vergleich ihrer schrift- und standardsprachlichen Entwicklung. 2011. 265 S. ISBN 978-3-86688-123-5
- 477. Lagerberg, Robert: Variation and Frequency in Russian Word Stress. 2011. VI, 184 S. ISBN 978-3-86688-122-8
- 476. Kuprina, Olena: Märchentransformationen. Figurenanalyse zu russischen und ukrainischen Volks- und Kunstmärchen. 2010. 245 S. ISBN 978-3-86688-121-1
- 475. Konieczny, Danuta Teresa: Polnisches Kulturleben in Schlesien (1750–1850).2010. 323 S. ISBN 978-3-86688-113-6
- 474. Steinke, Klaus, Xhelal Ylli: Die slavischen Minderheiten in Albanien (SMA). 3. Teil: Gora. 2010. Broschur, 260 S. ISBN 978-3-86688-112-9
- 473. Lauersdorf, Marc Richard: The Morphology of 16th-Century Slovak Administrative-Legal Texts and the Question of Diglossia in Pre-Codification Slovakia. 2010. Br., 293 S. ISBN 978-3-86688-111-2
- 472. Benacchio, Rosanna: Vid i kategorija vezˇlivosti v slavjanskom imperative. Sravnitel'nyj analiz. 2010. Br., 209 S. ISBN 978-3-86688-109-9
- 471. Zangenfeind, Robert: Das Bedeutung-Text-Modell. Wörterbuch und Grammatik einer integralen Sprachbeschreibung. 2010. Br., 190 S. ISBN 978-3-86688-083-2
- 470. Schlund, Katrin: Gebrauch und Genese von Höflichkeitsformeln im Serbischen und Deutschen. Ein funktionales Modell der Höflichkeit und seine Anwendung. 2009. 260 S. ISBN 978-3-86688-082-5
- 469. Zemła, Małgorzata: Der polnische Essay und seine kulturmodellierende Funktion. (Jerzy Stempowski und Czesław Miłosz). 2009. 319 S. ISBN 978-3-86688-059-7
- 468. Finkelstein, Miriam: Im Namen der Schwester. Studien zur Rezeption der Regentin Sof ’ja Alekseevna bei Katharina der Großen, Evdokija Rostopčina und Marina Cvetaeva. 2011. Br., 318 S. ISBN 978-3-86688-058-0.
- 467. Alexander Lehrman (Hrsg.): Anton Čechov's Višnevyj sad, a critical edition of the original Russian text with an introduction, a new translation and supplementary materials. Sagner, München 2009. ISBN 978-3-86688-057-3
- 466. Nohejl, Regine: „Das Andere des Westens“ und die „Arche Noah der Weltkultur“. Zur Spezifik von Identität und Alterität in russischen kulturgeschichtlichen Diskursen. 2009. 279 S. ISBN 978-3-86688-054-2
- 465. Westbroek, Philipp: Dionysus und die dionysische Tragödie. München 2009. Br., X., 312 S. ISBN 978-3-86688-046-7
- 464. Slavistische Linguistik 2006/2007. Referate des XXXII. Konstanzer Slavistischen Arbeitstreffens Männedorf bei Zürich, 18.–20. September 2006 und Referate des XXXIII. Konstanzer Slavistischen Arbeitstreffens Potsdam, 4.–6. September 2007. Herausgegeben von Peter Kosta und Daniel Weiss. München 2008. Br., 505 S. ISBN 978-3-86688-044-3
- 463. Carl, Friederike: Klassik und Theateravantgarde. V. E. Mejerchol’ds Revizor im Kontext der russischen Klassikerrezeption. 2008. Br., 242 S. ISBN 978-3-86688-042-9
- 462. Steinke, Klaus, Xhelal Ylli: Die slavischen Minderheiten in Albanien (SMA). Teil 2: Golloborda – Herbel – Kërçishti i Epërm. 2008. 320 S. ISBN 978-3-86688-035-1
- 461. Züwerink, Tim: Possessivadjektive in slavischen Sprachen. Morphosyntax und pragmatische Empirie. 2008. 266 S. ISBN 978-3-86688-034-4
- 460. Drews, Peter: Die Rezeption deutscher Belletristik in Russland 1750–1850. 2008. 409 S. (978-3-86688-006-1)
- 459. Golubovic, Biljana: Germanismen im Serbischen und Kroatischen. 2007. 346 S. (978-3-86688-004-7)
- 458. Steinke, Klaus, Xhelal Ylli: Die slavischen Minderheiten in Albanien (SMA). 1. Teil: Prespa – Vernik – Boboshtica. 2007. 374 S. (978-3-87690-989-9) (Die slavischen Minderheiten in Südosteuropa. 1.)
- 457. Marinelli-König, Gertraud: Russische Kinderliteratur in der Sowjetunion der Jahre 1920–1930. 2007. 300 S. ISBN 978-3-87690-987-5
- 456. Trunte, Nikolaos, H.: Minima Graeca. Eine Einführung in das Griechische für Slavisten in 15 Lektionen. München: 2007. XVIII, 366 S. ISBN 978-3-87690-986-8
- 455. Merchiers, Ingrid: Cultural Nationalism in the South Slav Lands in the Early Nineteenth Century: The Scholarly Network of Jernej Kopitar (1780–1844). 2007. 4, VIII, 378 S. (978-3-87690-985-1)
- 454. Oschlies, Wolf: Lehrbuch der makedonischen Sprache in 50 Lektionen. 2007. 183 S. (978-3-87690-983-7) (Studienhilfen. 15.)
- 453. Slavistische Linguistik XXX/XXXI. Referate des XXX. Konstanzer Slavistischen Arbeitstreffens (Klagenfurt, 13.-17.9.2004) und Referate des XXXI. Konstanzer Slavistischen Arbeitstreffens (Freudenstadt, 19-23.9.2005). Herausgegeben von Tilman Berger, Jochen Raecke, Tilmann Reuther. 2006. 466 S. (978-3-87690-984-4)
- 452. Porebska, Marlena: Das Kaschubische: Sprachtod oder Revitalisierung? Empirische Studien zur ethnolinguistischen Vitalität einer Sprachminderheit in Polen. 2006. 272 S. (978-3-87690-982-0)
- 451. Eom, Jeehyeon: Rhythmus im Akzent. Zur Modellierung der Akzentverteilung als einer Grundlage des Sprachrhythmus im Russischen. 2006. 200 S. (978-3-87690-981-3)
- 450. Dykstra, Tom. E.: Russian Monastic Culture. "Josephism" and the Iosifo-Volokolamsk Monastery, 1479-1607. 2006. 264 S. (978-3-87690-980-6)
- 449. Sonnenhauser, Barbara: Yet there Is Method In It. Semantics, Pragmatics and the Interpretation of the Russian Imperfective Aspect. 2006. 272 S. (978-3-87690-973-8)
- 448. Nitschke, Claudia: Die Novgoroder Namenlandschaft zu Beginn des 17. Jahrhunderts. 2006. 301 S. (978-3-87690-972-1)
- 447. Bunčić, Daniel: Die ruthenische Schriftsprache bei Ivan Uževyč: unter besonderer Berücksichtigung der Lexik seines Gesprächsbuchs Rozmova/Besěda ; mit Wörterverzeichnis und Indizes zu seinem ruthenischen und kirchenslavischen Gesamtwerk. München: Otto Sagner 2006. ISBN 978-3-87690-932-5
- 446. Niederbudde, Anke: Mathematische Konzeptionen in der russischen Moderne. Florenskij -- Chlebnikov -- Charms. 2006. 462 S. (3-87690-930-9)
- 445. Zoric, Andreja: Nationsbildung als "kulturelle Lüge". Eine vergleichende Untersuchung zur kroatischen und tschechischen nationalen "Wiedergeburtsbewegung" des 19. Jahrhunderts. 2005. 216 S. (3-87690-928-7)
- 444. Drews, Peter: Schiller bei den Slaven. 2005. 290 S. (3-87690-927-9)
- 443. Werberger, Annette: Postsymbolistisches Schreiben. Studien zur Poetik des Akmeismus und Osip Mandel'stams. 2005. 330 S. ISBN 3-87690-926-0
- 442. Slavistische Linguistik 2003: Referate des XXIX. Konstanzer Slavistischen Arbeitstreffens Bamberg, 15. 19.9.2003. Herausgegeben von Sebastian Kempgen. 2005. 363 S. ISBN 3-87690-923-6
- 441. Achterberg, Jörn: Zur Vitalität slavischer Idiome in Deutschland. Eine empirische Studie zum Sprachverhalten slavophoner Immigranten. 2005. 316 S. ISBN 3-87690-905-8
- 440. Gazdikova, Martina: Die tschechischen Kontaktwörter in der slowakischen Sprachpraxis und in der Rezeption der zeitgenössischen Slovakistik. 2005. Br. 339 S. ISBN 3-87690-903-1
- 439. Larsen, Karin: The Evolution of the System of Long and Short Adjectives in Old Russian. 2005. Br. 283 S. ISBN 3-87690-901-5
- 438. Frei, Bohumil Jiri: Tschechisch gründlich und systematisch. Ein Lehrbuch. Band III. 2005. 216 S. ISBN 3-87690-895-7 (Studienhilfen. 14.)
- 437. Levin-Steinmann, Anke: Die Legende vom bulgarischen Renarrativ. Bedeutung und Funktionen der kopulalosen l-Periphrase. 2004. 382 S. ISBN 3-87690-894-9
- 436. Meyer, Roland: Syntax der Ergänzungsfrage. Empirische Untersuchungen am Russischen, Polnischen und Tschechischen. 2004. 294 S. ISBN 3-87690-893-0
- 435. Romanov, Artemij Jur'evic: Sovremennyj russkij molodeznyj sleng. 2004. 205 S. ISBN 3-87690-891-4
- 434. Slavistische Linguistik 2002. Referate des XXVIII. Konstanzer Slavistischen Arbeitstreffens Bochum, 10.12.9.2002. Herausgegeben von Marion Krause und Christian Sappok. 2004. 345 S. ISBN 3-87690-885-X
- 433. Drews, Peter: Deutsch-südslavische Literaturbeziehungen 1750–1850. 2004. 244 S. (3-87690-883-3)
- 432. Mladenova, Olga: Russian Second-Language Textbooks and Identity in the Universe of Discourse. A Contribution to Macropragmatics. 2004. X, 259 S. (3-87690-881-7)
- 431. Cehak, Meta: Formen des Autobiographischen bei Andrej Sinjavskij (Abram Terc). Golos iz chora, Kroska Cores und Spokojnoj noci. 2004. 252 S. (3-87690-880-9)
- 430. Tomelleri, Vittorio Springfield: Il Salterio commentato di Brunone di Würzburg in area slavo-orientale. Fra traduzione e tradizione. Con un appendice di testi. 2004. XVIII, 343 S. (3-87690-879-5)
- 429. Eberharter, Markus: Der poetische Formismus Tytus Czyzewskis. Ein literarischer Ansatz der frühen polnischen Avantgarde und sein mitteleuropäischer Kontext. 2004. 243 S. (3-87690-878-7)
- 428. Smola, Klavdia: Formen und Funktionen der Intertextualität im Prosawerk von Anton Cechov. 2004. 235 S. (3-87690-877-9)
- 427. Schorlemmer, Uta: Die Magie der Annäherung und das Geheimnis der Distanz. Krystian Lupas Recherche "neuer Mythen" im Theater. 2003. X, 265 S., 10 Abb. ISBN 3-87690-873-6.
- 426. Waszink, Paul: Don't Weep a Gold Chain. Oberservations on Primary and Secondary Systems in Russian Classical and Romantic Art and Literature. Sagner, München 2003, ISBN 3-87690-872-8, 309 S., 14 Abb.
- 425. Deschler, Jean-Paul: Kleines Wörterbuch der kirchenslavischen Sprache. 2003. 347 S. ISBN 3-87690-871-X
- 424. Reese, Hella: Ein Meisterwerk im Zwielicht: Ivan Bunins narrative Kurzprosaverküpfung "Temnye allei" zwischen Akzeptanz und Ablehnung eine Genrestudie. 2003. 411 ISBN 3-87690-870-1
- 423. Böhler, Claudia: Das russisch-deutsche Wörterbuch von Iwan Pawlowsky. Eine metalexikographische Analyse. 2003, ISBN 3-87690-854-X, 208 S.
- 422. Slavistische Linguistik 2001. Referate des XXVII. Konstanzer Slavistischen Arbeitstreffens. Frankfurt/Friedrichsdorf 11.-13.9.2001. Herausgegeben von Holger Kuße. 2003. 359 S. ISBN 3-87690-853-1
- 421. Belyavski-Frank, Masha: The Balkan Conditional in South Slavic. A Semantic and Syntactic Study. 2003. IV, X, 310 S. ISBN 3-87690-851-5
- 420. Hurtig, Claudia, Taccjana Ramza: Belarussische Grammatik in Tabellen und Übungen. 2003. 267 S. (3-87690-850-7)
- 419. Shull, Sarah: The Experience of Space. The Privileged Role of Spatial Prefixation in Czech and Russian. 2003. X, 239 S. (3-87690-839-6)
- 418. Bayer, Lenka: Sprachgebrauch vs. Spracheinstellung im Tschechischen. 2003. 328 S. ISBN 3-87690-838-8
- 417. Stegherr, Marc: Das Russinische. Kulturhistorische und soziolinguistische Aspekte. 2003. XII, 529 S. ISBN 3-87690-832-9
- 416. Townsend, Charles E., Laura A. Janda: Gemeinslavisch und Slavisch im Vergleich. Einführung in die Entwicklung von Phonologie und Flexion. Vom Frühurslavischen über das Spätgemeinslavische bis in die slavischen Einzelsprachen, mit besonderer Berücksichtigung des Russischen, Polnischen, Tschechischen, Serbischen/Kroatischen, Bulgarischen. Übersetzung, Redaktion und Layout Peter Rehder. 2002. 237 S. ISBN 3-87690-831-0
- 415. Breuer, Astrid Yvonne: Zum Problem einer 'negativen' Kategorie. 2002. 291 S. ISBN 3-87690-822-1
- 414. Szucsich, Luka: Nominale Adverbiale im Russischen. Syntax, Semantik und Informationsstruktur. 2002. 255 S. ISBN 3-87690-819-1
- 413. Widera, Steffi: Richard Weiner. Identität und Polarität im Prosafrühwerk. 2001. 296 S. ISBN 3-87690-818-3
- 412. Swiderska, Malgorzata: Studien zur literaturwissenschaftlichen Imagologie. Das literarische Werk F. M. Dostoevskijs aus imagologischer Sicht mit besonderer Berücksichtigung der Darstellung Polens. 2001. 495 S. ISBN 3-87690-816-7
- 411. Berwanger, Katrin: Die szenische Poetik Bozena Nemcova's. Theatralische Medialität in ihren Briefen, Reiseskizzen und Erzählwerken. 2001. 201 S. ISBN 3-87690-815-9
- 410. Slavistische Linguistik 2000, Referate des XXVI. Konstanzer Slavistischen Arbeitstreffens Hamburg. 26.-28.9.2000. Herausgegeben von Volkmar Lehmann und Jessica Scharnberg. 2001. 277 S. ISBN 3-87690-814-0
- 409. Vickery, Walter N.: M. Iu. Lermontov: His Life and Work. 2001. VIII, 422 S. ISBN 3-87690-813-2
- 408. Huterer, Andrea: Die Wortbildungslehre in der Anweisung zur Erlernung der Slavonisch-Rußischen Sprache (1705–1729) von Johann Werner Paus. 2001. 327 S. (3-87690-805-1)
- 407. Lange, Katrin: Die Glossolalie der Liebe. Geschlechterverhältnisse und Liebes-diskurse in den Texten Valerija Narbikovas. 2001. 204 S. ISBN 978-3-87690-804-5
- 406. Kolchinsky, Irene: The Revival of the Thaw Generation and Beyond. 2001. 206 S. ISBN 3-87690-799-3
- 405. Reinkowski, Ljiljana: Syntaktischer Wandel im Kroatischen am Beispiel der Enklitika. 2001. 319 S. ISBN 3-87690-798-5
- 404. Becker, Joern-Martin: Semantische Variabilität der russischen politischen Lexik im zwanzigsten Jahrhundert. 2001. 300 S. ISBN 3-87690-797-7
- 403. Vintr, Josef: Das Tschechische. Hauptzüge seiner Sprachstruktur in Gegenwart und Geschichte. München 2001. 240 S. ISBN 3-87690-796-9
- 402. Soldat, Cornelia: Urbild und Abbild. Untersuchungen zu Herrschaft und Weltbild in Altrußland. 11.-16. Jahrhundert. München 2001. 265 S. ISBN 3-87690-781-0
- 401. Notarp, Ulrike: Der Russische Interdiskurs und seine Entwicklung. Eine kultur- und diskurstheoretische Analyse am Material von Schulbüchern (1986-1991 und 1993–1997). München 2001. 621 S. ISBN 3-87690-780-2
- 400. Patzke, Una: Antonymische Relationen im Text. Zur Neubestimmung einer Kategorie unter funktional-kommunikativem Aspekt. 2000. 276 S. ISBN 3-87690-779-9
- 399. Poljakov, Fedor B., Carmen Sippl: Dramen der russischen Moderne in unbekannten Übersetzungen Henry von Heiselers. 2000. 161 S. ISBN 3-87690-778-0
- 398. Drews, Peter: Deutsch-polnische Literaturbeziehungen 1800–1850. 2000. 296 S. ISBN 3-87690-776-4
- 397. Fedor Sologub: Sobranie socinenij. Tom tretij: Dvenadcat' dram. Sost. Ul'rich Stel'tner. 2000. VIII, 366 S. ISBN 3-87690-775-6
- 396. Slavistische Linguistik 1999., Referate des XXV. Konstanzer Slavistisch Arbeitstreffens Konstanz, 7.-10.9.1999. Herausgegeben von Walter Breu. 2000. 314 S. ISBN 3-87690-774-8
- 395. Ylli, Xhelal: Das slavische Lehngut im Albanischen. 2. Teil: Ortsnamen. 2000. 280 S. ISBN 3-87690-772-1
- 394. Kondratenko, Michail: Leksika narodnoj meteorologii. Opyt sravnitel'nogo analiza slavjanskich i nemeckich naimenovanij prirodnych javlenij. 2000. 117 S. ISBN 3-87690-765-9
- 393. Gulawska, Malgorzata: Aspektualität im Polnischen und Deutschen. Eine praktische Untersuchung am Beispiel der Übersetzungen beider Richtungen. München 2000. 219 S. ISBN 3-87690-764-0
- 392. Rybakov, Alexei: Deutsche und russische Literatur an der Schwelle zur Moderne: "Wilhelm Meisters Lehrjahre" und "Eugen Onegin". Zur Entstehung des modernen Weltbildes. 2000. 251 S. ISBN 3-87690-763-2
- 391. Rajewsky, Alice: Changes in the Russian Terminology of Economic Law Since Perestroika. 2000. 209 S. ISBN 3-87690-757-8
- 390. Brinkjost, Ulrike: Geschichte und Geschichten. Ästhetischer und historiographischer Diskurs bei N. M. Karamzin. 2000. 225 S. ISBN 3-87690-755-1
- 389. Betsch, Michael: Diskontinuität und Tradition im System der tschechischen Anredepronomina. (1700–1850). 2000. 198 S. ISBN 3-87690-754-3
- 388. Poljakov, Fedor B., Carmen Sippl: A.S. Puskin im Übersetzungswerk Henry von Heiselers (1875–1928). Ein europäischer Wirkungsraum der Petersburger Kultur. München 1999. 131 S. (3-87690-753-5)
- 387. Rippl, Daniela: Ziznetvorcestvo oder die Vor-Schrift des Textes. Eine Untersuchung zur Geschlechter-Ethik und Geschlechts-Ästhetik in der russischen Moderne. München 1999. 256 S. (3-87690-752-7)
- 386. Lauterbach, Anastassia: Anredeformen im Serbischen um 1800: Die Schauspielbearbeitungen von Joakim Vujic (1772–1847). 1999. 288 S. (3-87690-751-9)
- 385. Sauberer, Gabriele: Die Syntax der "Pis'ma russkogo putesestvennika" von N.M. Karamzin. 1999. 385 S. (3-87690-744-6)
- 384. Bergmann, Martin: Eine diskursanalytische Betrachtung des rok-samizdat in der Sowjetunion und ihren Nachfolgestaaten in der Periode zwischen 1967 und 1994. 1999. 235 S. (3-87690-743-6)
- 383. Dornblüth, Gesine: "Poststalinizm - postavangardizm". Das Subjekt und die Welt der Objekte in der postmodernen frühen Lyrik Andrej Voznesenskijs. 1999. 194 S. (3-87690-742-X)
- 382. Schaeken, Jos, Henrik Birnbaum: Die altkirchenslavische Schriftkultur. Geschichte - Laute und Schriftzeichen - Sprachdenkmäler (mit Textproben, Glossar und Flexionsmustern). Altkirchenslavische Studien II. 1999. 289 S. (3-87690-741-1)
- 381. Dobrowlanska-Sobczak, Monika Joanna: Das Spiel mit dem Zuschauer. Die Bedeutungsgenerierung im polnischen Bildertheater am Beispiel von "Szczelina" Leszek Madziks, "Replika" Jozef Szajnas und "Niech sczezna artysci" Tadeusz Kantors. 1999. 356 S., zahlreiche Abb. (3-87690-740-3)
- 380. Slavistische Linguistik 1998. Referate des XXIV. Konstanzer Slavistischen Arbeitstreffens, Wien 15.-18.9.98. Herausgegeben von Renate Rathmayr und Wolfgang Weitlaner. 1999. 325 S. (3-87690-737-3)
- 379. Kratochvil, Alexander: Mykola Chvyl'ovyj. Eine Studie zu Leben und Werk. 1999. V, 244 S. (3-87690-736-5)
- 378. Dulicenko, Aleksandr D.: Etnosociolingvistika "Perestroiki" v SSSR. Antologija zapecatlennogo vremeni. 1999. VIII, 583 S. (3-87690-729-2)
- 377. Mazari, Robert: Die entwicklung des historiographischen Stils im Vergleich zum literarischen bei Lomonosov, Karamzin und Puskin. 1999. 195 S. (3-87690-728-4)
- 376. Kakridis, Yannis: Wortbildung und Kategorisierung am Beispiel der desubstantivischen Wortbildung des Russischen. München 1999.
- 375. Slavistische Linguistik 1997. Referate des XXIII. Konstanzer Slavistischen Arbeitstreffens Blaubeuren, 26.-28.8.1997. Hg. von Tilman Berger und Jochen Raecke. 1998.
- 374. Drubek-Meyer, Natascha: Gogol's eloquentia corporis. Einverleibung, Identifikation und die Grenzen der Figuration. 1998.
- 373. Kessler, Stephan: Erzähltechniken und Informationsvergabe in Vasilij Aksenovs Ozog, Zolotaja nasa zelezka und Poiski zanra. 1998.
- 372. Frei, Bohumil Jiri: Tschechisch gründlich und systemisch. Ein Lehrbuch. Band II. 1998.
- 371. Vojvodik, Josef: Symbolismus im Spannungsfeld zwischen ästhetischer und eschatologischer Existenz. Motivische Semantik im lyrischen Werk von Otokar Brezina. 1998.
- 370. Trunte, Nikolaos H.: Sloven'sk-i jezyk-. Ein praktisches Lehrbuch des Kirchenslavischen in 30 Lektionen. Zugleich eine Einführung in die slavische Philologie. Band 2: Mittel- und Neukirchenslavisch. 1998.
- 369. Korom, Marija: Kroatisch für die Mittelstufe. Lese- und Übungstexte. 1998.
- 368. Zink, Andrea: Andrej Belyjs Rezeption der Philosophie Kants, Nietzsches und der Neukantianer. 1998.
- 367. Tichomirova, Elena (Hrsg.): Russische zeitgenössische Schriftsteller in Deutschland. Ein Nachschlagewerk. Unter Mitwirkung von Ute Scholz. 1998.
- 366. Hubenschmid, Markus: Text und Handlungsrepräsentation. Ein Analysemodell politischer Reden am Beispiel V.I. Lenins. 1998.
- 365. Demjjanow, Assinja: Eine semantische Analyse der Perfektivierungspräfigierung im Russischen. Fallstudie pere-. 1998.
- 364. Schmieger, Roland: Nestramski govor. Doprinos juznoslovenskoj dijalektologiji. 1998.
- 363. Seitz, Elisabeth: Primus Truber - Schöpfer der slovenischen Schriftsprache? Versuch einer Antwort unter besonderer Berücksichtigung seines Satzbaus. 1998.
- 362. Maljar, T.N.; Seliverstova, O.N.: Prostrannstvenno-distancionnye predlogi i narecia v russkom i anglijskom jazykach. 1998.
- 361. Lindseth, Martina: Null-subject properties of Slavic Languages: With special reference to Russian, Czech and Sorbian. 1998.
- 360. Huber, Katja: "Aelita" - als morgen gestern heute war. Die Zukunftsmodellierung in Jakov Protazanovs Film. 1998.
- 359. Fischer, Christine: Musik und Dichtung. Das musikalische Element in der Lyrik Pasternaks. 1998.
- 358. Fenner, Ingrid: Zur Poetik des Lyrikers Konstantin M. Fofanov. 1998.
- 357. Baumgarten, Caroline: Die spätklassizistische russische Komödie zwischen 1805 und 1822. Studien zu Sachovskoj, Zagoskin, Chmel'nickij und Griboedov. 1998.
- 356. Bohnet, Christine: Der metafiktionale Roman. Untersuchungen zur Prosa Konstantin Vaginovs. 1998.
- 355. Wolf, Markus: Freimaurertum bei Puskin. Einführung in die russische Freimaurerei und ihre Bedeutung für Puskins literarisches Werk. 1998.
- 354. Slavistische Linguistik 1996. Referate des XXII. Konstanzer Slavistischen Arbeitstreffens. Potsdam 17.-20.9.1996. Hg. von Peter Kosta und Elke Mann. 1997.
- 353. Zaliznjak, Anna A.; Smelev, Aleksej D.: Lekcii po russkoj aspektologii. 1997. (=Studienhilfen. 7.)
- 352. Semjatova, Bärbel: Sologubs Schopenhauerrezeption und ihre Bedeutung für die Motivgestaltung in seinen Erzählungen. 1997.
- 351. Frei, Bohumil Jiri: Tschechisch gründlich und systematisch. Ein Lehrbuch. Band I. 1997. (=Studienhilfen. 6.)
- 350. Ylli, Xhelal: Das slavische Lehngut im Albanischen. 1. Teil: Lehnwörter. 1997.
- 349. Israeli, Alina: Semantics and Pragmatics of the "Reflexive" Verbs in Russian. 1997.
- 348. Birnbaum, Henrik, Jos Schaeken: Das altkirchenslavische Wort. Bildung - Bedeutung - Herleitung. Altkirchenslavische Studien I. 1997.
- 347. Sippl, Carmen: Reisetexte der russischen Moderne. Andrej Belyj und Osip Mandel'stam im Kaukasus. 1997.
- 346. Oppermann, Hans u. a.: Castnoe neoficial'noe pis'mo i teksty-rassuzdenia. Persönlicher Briefwechsel und Erörterungen auf Russisch. Ein Lehr- und Übungsheft für Fortgeschrittene. 1997. (=Studienhilfen. 5.)
- 345. Kluge, Robert: Der sowjetische Traum vom Fliegen. Analyseversuch eines gesellschaftlichen Phänomens. 1997.
- 344. Evans-Romaine, Karen: Boris Pasternak and the tradition of German romanticism. 1997.
- 343. Fedor Sologub: Sobranie socinenij. Tom vtoroj: Rasskazy (1909–1921). Sostavitel' Ulrich Steltner. 1997.
- 342. Slavistische Linguistik 1995. Referate des XXI. Konstanzer Slavistischen Arbeitstreffens. Mainz 26.-29.9.1995. Hg. von Wolfgang Girke. 1996.
- 341. Willich, Heide: Lev L. Kobylinskij-Ellis: Vom Symbolismus zur ars sacra - Eine Studie über Leben und Werk. 1996.
- 340. Maurice, Florence: Der modale Infinitiv in der modernen russischen Standardsprache. 1996.
- 339. Eggers, Martin: Das Erzbistum des Method. Lage, Wirkung und Nachleben der kyrillo-methodianischen Mission. 1996.
- 338. Mendoza, Imke: Zur Koordination im Russischen. i, a, und da als pragmatische Konnektoren. 1996.
- 337. Drews, Peter: Deutsch-slavische Literaturbeziehungen im 18. Jahrhundert. 1996.
- 336. Huelmann, Magdalene: Die litauischen und lettischen Arbeitslieder. Ein Vergleich. 1996.
- 335. Lauersdorf, Mark Richard: The Question of "Cultural Language" and Interdialectal Norm in 16th Century Slovakia. A Phonological Analysis of 16th Century Slovak Administrative Legal Texts. 1996.
- 334. Schmaus, Alois: Lehrbuch der serbischen Sprache. Band II. Vollständig neu bearbeitet von Vera Bojic. 1996.
- 333. Meyer, Holt: Romantische Orientierung. Wandermodelle der russischen romantischen Bewegung (Rußland): Kjuchel'beker - Puskin - Vel'tman. 1995.
- 332. Slavistische Linguistik 1994. Referate des XX. Konstanzer Slavistischen Arbeitstreffens Zürich 20.-22.9.1994. Hg. von Daniel Weiss. 1995.
- 331. Mielke, Tomas M.: Der homosexuelle Wortschatz im Russischen. Einvernehmliche und Lagersexualtität zwischen Männern. 1995.
- 330. Bogatyrev, Konstantin K.: Akcentuacija severolechitskich govorov s istoriceskoj tocki zrenija. 1995.
- 329. Pülsch, Anja: Emigration als literarisches Verfahren bei Zinovij Zinik. 1995.
- 328. Miszewski, Brigitta: New-Age-Diskurs in der polnischen Literaturwissenschaft, Literaturkritik und Lyrik der 70er und 80er Jahre. Rekonstruktion eines Weltbildes. 1995.
- 327. Schuster, Rudolf: Synonymität im Text. Eine Untersuchung an russischen Textbeispielen. 1995.
- 326. Birich, Aleksanr: Metonimija v sovremennom russkom jazyke. (Semanticeskij i grammaticeskij aspekty.) 1995.
- 325. Bonola, Anna: Osip Mandel'stams "Egipetskaja marka". Eine Rekonstruktion der Motivsemantik. 1995.
- 324. Lehfeldt, Werner: Einführung in die Sprachwissenschaft für Slavisten. 1995. (=Studienhilfen.3.).
- 323. Tchouboukov-Pianca, Florence: Die Konzeptualisierung der Graphomanie in der russischsprachigen postmodernen Literatur. 1995.
- 322. Sergl, Anton: Literarisches Ethos. Implikationen von Literarizität am Beispiel des konservativen Publizisten V. V. Rozanov. (Mit einem abschließenden Exkurs zu A. P. Cechov.) 1994.
- 321. Becker-Nekvedavicius, Mechtild: Untersuchungen zur Bildlichkeit im Prosawerk A. A. Bestuzev-Marlinskijs. 1994.
- 320. Sobolev, Andrej N.: Govor sela Vratarnica v vostocnoj serbii v istoriceskoj i areal'noj osvescenii. (K postanovke problemy juznoslavjanskoj c-, c-zony.) 1994.
- 319. Slavistische Linguistik 1993. Referate des XIX. Konstanzer Slavistischen Arbeitstreffens Kiel 21.-23.9.1993. Hg. von Hans Robert Mehlig. 1994.
- 318. Scheffler, Birgit: Elemente des Cechovschen Dialogs im zeitgenössischen russischen Drama. 1994.
- 317. Dulicenko, Aleksandr D.: Russkij jazyk konca XX stoletija. Predislovie i podgotovka k izdaniju Werner Lehfeldt. 1994.
- 316. Fleischer, Michael: Overground. Die Literatur der polnischen Subkulturen der 80er und 90er Jahre. (Eine Einsicht). 1994.
- 315. Junghanns, Uwe: Syntaktische und semantische Eigenschaften russischer finaler Infinitiveinbattungen. 1994.
- 314. Koecke, Bernadette: Diminutive im polnisch-deutschen Übersetzungsvergleich. Eine Studie zu Divergenzen und Konvergenzen im Gebrauch einer variierenden Bildung. 1994.
- 313. Eskin, Michael: Nabokovs Version von Puskins "Evgenij Onegin". Zwischen Version und Fiktion - eine übersetzungs- und fiktionstheoretische Untersuchung. 1994.
- 312. Poliwoda, Bernadette: FEKS - Fabrik des exzentrischen Schauspielers. Vom Exzentrismus zur Poetik des Films in der frühen Sowjetkultur. 1994.
- 311. Boronowski, Peter M.: Studie über die 'Chlopi' und Dorfnovellen Wladyslaw Reymonts. 1994.
- 310. Ziegerer, Penka: Die Nacherzählformen im bulgarischen. 1994.
- 309. Aleksej Krucenych v svidetel'stvach sovremennikov. Sostavlenie, vstupitel'naja stat'ja, podgotovka teksta i kommentarii Sergeja Suchoparova. 1994.
- 308. Schmaus, Alois: Lehrbuch der serbischen Sprache. Band I. vollständig neu bearbeitet von Vera Bojic. 1994. (=Studienhilfen. 2.).
- 307. Schyndel, Ines van: Erscheinungen der lexikalisch-syntaktischen Paradigmatik von Phrasemen im Russischen. 1994.
- 306. Milojevic Sheppard, Milena: Morpho-Syntactic Expansions in Translation from English into Slovenian as a Prototypical Response to the Complexity of the Original. 1993.
- 305. Kategorija skazuemogo v slavjanskich jazykach: Modal'nost' i aktualizacija. Akty mezdunarodnoj konferencii Certosa di Pontignano (Siena) 26.-29.3.1992. A cura di Francesca Fici Giusti e Simonetta Signorini. 1993.
- 304. Slavistische Linguistik 1992. Referate des XVIII. Konstanzer Slavistischen Arbeitstreffens Bamberg 14.-18.9.1992. Hg. von Sebastian Kempgen. 1993.
- 303. Pantel, Evelina: Valenz im 'Smysl<->Text'-Modell. Eine konfrontative Analyse russischer und polnischer Verben. 1993.
- 302. Dobrenko, Evgenij: Metafora vlasti. Literatura stalinskoj epochi v istoriceskom osvescenii. 1993.
- 301. Schellenberger, Jürgen: Die Sprache des Artakserksovo dejstvo. Studien zur sprachlichen Situation im Rußland des ausgehenden 17. Jahrhunderts. 1993.
- 300. Kantorczyk, Ursula: Der Satztyp V gorode (est') universitet / U Igorja (est') masina in der russischen Sprache der Gegenwart. Eine Komplexbeschreibung unter formal-grammatischem, semantischem, kommunikativem und referentiellem Aspekt. 1993.
- 299. Clamor, Dagmar: "Dokuka i Balagur'e" von A. M. Remizov. Das Verhältnis Remizovscher Umdichtungen von Märchen zu ihren Vorlagen. Eine vergleichende Analyse. 1992.
- 298. Zaliznjak, Anna A.: Issledovanija po semantike predikatov vnutrennego sostojanija. Investigations in the Semantics of Inner State Predicates. 1992.
- 297. Rußland aus der Feder seiner Frauen. Zum femininen Diskurs in der russischen Literatur. Materialien des am 21./22. Mai 1992 im Fachbereich Slavistik der Universität Potsdam durchgeführten Kolloquiums. Hg. von Frank Göpfert. 1992.
- 296. Levin-Steinmann, Anke: Antonymische Beziehungen zwischen Phraseologismen in der russischen Gegenwartssprache. 1992.
- 295. Ueda, Masako: The Interaction between Clause-level Parameters and Context in Russian Morphosyntax: Genitive of Negation and Predicate Adjectives. 1992.
- 294. Schmidt, Anna: Form und Deformation. Zum kunsttheoretischen und dramatischen Werk von Stanislaw Ignacy Witkiewicz. 1992.
- 293. Simonek, Stefan: Osip Mandel'stam und die ukrainischen Neoklassiker. Zur Wechselbeziehung von Kunst und Zeit. 1992.
- 292. Slavistische Linguistik 1991. Referate des XVII. Konstanzer Slavistischen Arbeitstreffens Klagenfurt-St.Georg/Längsee 10.-14.9.91. Hg. von Tilman Reuther. 1992.
- 291. Fedor Sologub: Sobranie socinenij. Tom pervyj. Rasskazy (1894–1908). Sost. Ulrich Steltner. 1992.
- 290. Riedel, Sabine: Studien zur terminologischen Lexik bulgarischer Georaphielehrbücher (1835–1875). 1992.
- 289. Göpfert, Frank: Dichterinnen und Schriftstellerinnen in Rußland von der Mitte des 18. bis zum Beginn des 20. Jahrhunderts. Eine Problemskizze. 1992.
- 288. Larsson, Andreas: Gogol' und das Problem der menschlichen Identität. Die "Petersburger Erzählungen" und der "Revizor" als Beispiele für ein grundlegendes Thema in den Werken von N.V. Gogol'. 1992.
- 287. Reck, Renate: Das Thema der bildenden Kunst als Gestaltungsprinzip: Ein Beitrag zum dichterischen Werk Andrej A. Voznesenskijs. 1992.
- 286. Klöver, Silke: Farbe, Licht und Glanz als dichterische Ausdrucksmittel in der Lyrik Ivan Bunins. 1992.
- 285. Indogermanisch, Slawisch und Baltisch. Materialien des vom 21.-22. September 1989 in Jena in Zusammenarbeit mit der Indogermanischen Gesellschaft durchgeführten Kolloquiums. Hg. von Bernd Barschel, Maria Kozianka, Karin Weber. 1992.
- 284. Lampert, Martina: Die Parenthetische Konstruktion als textuelle Strategie: Zur kognitiven und kommunikativen Basis einer Grammatischen Kategorie. 1992.
- 283. Jacobs, Silke: Zur sprachwissenschaftstheoretischen Diskussion in der Sowjetunion: Gibt es eine marxistische Sprachwissenschaft? 1992.
- 282. Hansen-Kokorus, Renate: Die Poetik der Prosawerke Bulat Okudzavas. 1992.
- 281. Eckert, Rainer: Studien zur historischen Phraseologie der slawischen Sprachen (unter Berücksichtigung des Baltischen). 1991.
- 280. Schwenk, Hans-Jörg: Studien zur Semantik des Verbalaspekts im Russischen. 1991.
- 279. Voggenreiter, Gudrun: Dialogizität am Beispiel des Werkes von Boleslaw Lesmian. 1991.
- 278. Bulanin, Dmitrij M.: Anticnye tradicii v drevnerusskoj literature XI-XVI vv. 1991.
- 277. Klosi, Ardian: Mythologie am Werk: Kazantzakis, Andric, Kadare. Eine vergleichende Untersuchung am besonderen Beispiel des Bauopfermotivs. 1991.
- 276. Brown, Russell E.: Myths and Relatives. Seven Essays on Bruno Schulz. 1991.
- 275. Straxov, Aleksandr: Kul't chleba u vostocnych slavjan. Opyt etnolingvisticeskogo issledovanija. 1991.
- 274. Slavistische Linguistik 1990. Referate des XVI. Konstanzer Slavistischen Arbeitstreffens Bochum/Löllinghausen 19.-21.9.1990. Hg. von Klaus Hartenstein und Helmut Jachnow. 1991.
- 273. Richter, Angela: Serbische Prosa nach 1945. Entwicklungstendenzen und Romanstrukturen. 1991.
- 272. Neureiter, Ferdinand: Geschichte der kaschubischen Literatur. Versuch einer zusammenfassenden Darstellung. 2., verb. u. erw. Auflage. 1991.
- 271. Dobringer, Elisabeth: Der Literaturkritiker R.V. Ivanov-Razumnik und seine Konzeption des Skythentums. 1991.
- 270. Drama und Theater. Theorie - Methode - Geschichte. Hg. von Herta Schmid und Hedwig Kr‡l. 1991.
- 269. Golubzowa, Ludmilla: Adverb und Sprachstil. Untersuchungen zur stilistischen Differenziertheit in der russischen Literatursprache, insbesondere im lexikalischen Bereich. 1991.
- 268. Rachilina, Ekaterina V.: Semantika ili sintaksis? (K analizu castnych voprosov v russkom jazyke.) 1990.
- 267. Drews, Peter: Herder und die Slaven. Materialien zur Wirkungsgeschichte bis zur Mitte des 19. Jahrhunderts. 1990.
- 266. Zaliznjak, A. A.:"Merilo Pravednoe" XIV veka kak akcentologiceskij istocnik. 1990.
- 265. Burkhardt, Doris: Modale Funktionen des Verbalaspekts im Russischen? 1990.
- 264. Trunte, Hartmut: Sloven'sk-i jezyk-. Ein praktisches Lehrbuch des Kirchenslavischen in 30 Lektionen. Zugleich eine Einführung in die slavische Philologie. Band I: Altkirchenslavisch. 1990 (=Studienhilfen.1.).
- 263. Loske, Annette: Individuum und Kollektiv. Zum Problem des Helden in nachrevolutionären russischen Dramen von "Misterija-buff" bis "Ljubov' Jarovaja". 1990.
- 262. Faulhaber, Dieter Roland: Christian Gottlieb Bröder in Rußland. Studien zur russischen grammatischen Terminologie in der 1. Hälfte des 19. Jahrhunderts. 1990.
- 261. Woodward, James B.: Metaphysical Conflict. A Study of the Major Novels of Ivan Turgenev. 1990.
- 260. Slavistische Linguistik 1989. Referate des XV. Konstanzer Slavistischen Arbeitstreffens Bayreuth 18. - 22.9.1989. Hg. von Walter Breu. 1990.
- 259. Lehmann, Inge: Putni tovarus. Ana Katarina Zrinska und der Ozaljski krug. 1990.
- 258. Danilenko, Boris: Okozritel'nyj ustav v istorii bogosluzenija Russkoj cerkvi. 1990.
- 257. Gemba, Holger: Untersuchungen der Raumsprache im lyrischen Werk A. A. Bloks. 1990.
- 256. Waszink, Paul M.: Life, Courage, Ice: A Semiological Essay on the Old Russian Biography of Aleksandr Nevskij. 1990.
- 255. Mondry, Henrietta: The Evaluation of Ideological Trends in Recent Soviet Literary Scholarschip. 1990.
- 254. Zybatow, Lew: Was die Partikeln bedeuten. Eine kontrastive Analyse Russisch-Deutsch. 1990.
- 253. Ucen, Kim Karen: Die Chodentrilogie Jindrich Simon Baars. Eine Untersuchung zur Literarisierung der Folklore am Beispiel des Chronikromans von Baar. 1990.
- 252. Kim, Hee-Sok: Verfahren und Intention des Kombinatorischen in B. A. Pil'njaks Erzählung "Ivan da Mar'ja". 1989.
- 251. Koschmal, Walter: Der russische Volksbilderbogen. (Von der Religion zum Theater.) 1989.
- 250. Götz, Diether: Analyse und Bewertung des I. Allunions-Kongresses der Sowjetschriftsteller in Literaturwissenschaft und Publizistik sozialistischer und westlicher Länder (von 1934 bis zum Ende der 60er Jahre). 1989.
- 249. Davis, Margaret G.: Aspects of Adverbical Placement in English and Slovene. 1989.
- 248. Heil, Jerry T.: No List of Political Assets: The Collaboration of Iurii Olesha and Abram Room on "Strogii Iunosha" [A Strict Youth (1936)]. 1989.
- 247. Fleischer, Michael: Strömungen der polnischen Gegenwartsliteratur (1945–1989). Ein Überblick. 1989.
- 246. Tomei, Christine D.: The Structure of Verse Language: Theoretical and Experimental Research in Russian and Serbo-Croatian Syllabo-Tonic Versification. 1989.
- 245. Fedor Sologub: Neizdannoe i nesobrannoe. Hg. von Gabriele Pauer. 1989.
- 244. Simeonova, Ruska: Die Segmentsysteme des Deutschen und des Bulgarischen. Eine kontrastive phonetisch-phonologische Studie. 1989.
- 243. Psaltyr' 1683 goda v perevode Avramija Firsova. Podgotovka teksta, sostavlenie slovoukazatelja i predislovie E. A. Celunovoj. 1989.
- 242. Slavistische Linguistik 1988. Referate des XIV. Konstanzer Slavistischen Arbeitstreffens Mainz 27.-30. 9. 1988. Hg. von Wolfgang Girke. 1989.
- 241. Kretschmer, Anna: Zur Methodik der Untersuchung älterer slavischer schriftsprachlicher Texte (am Beispiel des slavenoserbischen Schrifttums). 1989.
- 240. Pogacnik, Joze: Differenzen und Interferenzen. Studien zur literarhistorischen Komparativistik bei den Südslaven. 1989.
- 239. Bock, Hildegard: Die Lerntheorie P. Ja. Gal'perins und ihre Anwendbarkeit im Fremdsprachenunterricht. 1989.
- 238. Leithold, Franz-Josef: Studien zu A. P. Cechovs Drama "Die Möwe". 1989.
- 237. Cienski, Alan J.: Spatial Cognition and the Semantics of Prepositions in English, Polish, and Russian. 1989.
- 236. Ulff-Moller, Nina K.: Transcription of the Stichera Idiomela for the Month of April from Russian Manuscripts from the 12th Century. 1989.
- 235. Standard Language in the Slavic World. Papers on Sociolinguistics by Hamburg Slavists. Ed. by Peter Hill and Volkmar Lehmann. 1988.
- 234. Sedmidubsky, Milos: Die Struktur der tschechischen Lyrik zu Beginn des 20. Jahrhunderts. Untersuchungen zum lyrischen Frühwerk von K. Toman, F. Sramek und F. Gellner. 1988.
- 233. Kakridis, Ioannis: Codex 88 des Klosters Decani und seine griechischen Vorlagen. Ein Kapitel der serbisch-byzantinischen Literaturbeziehungen im 14. Jahrhundert. 1988.
- 232. Dunn, John F.: "Ein Tag" vom Standpunkt des Lebens. Ideelle Konsequenz als Gestaltungsfaktor im erzählerischen Werk von Aleksandr Isaevič Solženicyn. 1988. Digitalisat
- 231. Fleischer, Michael: Frequenzlisten zur Lyrik von Mikolaj Sep Szarzynski, Jan Jurkowski und Szymon Szymonowic und das Problem der statistischen Autorschaftsanalyse. 1988.
- 230. Slavistische Linguistik 1987. Referate des XIII. Konstanzer Slavistischen Arbeitstreffens Tübingen 22.-25.9.1987. Hg. von Jochen Raecke. 1988.
- 229. Poyntner, Erich: Die Zyklisierung lyrischer Texte bei Aleksandr A. Blok. 1988.
- 228. Ammer, Vera: Gottmenschentum und Menschgottum. Zur Auseinandersetzung von Christentum und Atheismus im russischen Denken. 1988.
- 227. Hoelscher-Obermaier, Hans-Peter: Andrzej Kusniewicz' synkretistische Romanpoetik. 1988.
- 226. Srebot-Rejec, Tatjana: Word Accent and Vowel Duration in Standard Slovene. An Acoustic and Linguistic Investigation. 1988.
- 225. Eggers, Eckhard: Die Phonologie der deutschen Lehnwörter im Altpolnischen bis 1500. 1988.
- 224. Filonov Gove, Antonina: The Slavic Akathistos Hymn. Poetic Elements of the Byzantine Text and Its Old Church Slavonic Translation. 1988.
- 223. Thomas, George: The Impact of the Illyrian Movement on the Croatian Lexicon. 1988.
- 222. Fuchs, Ina: "Homo apostata". Die Entfremdung des Menschen. Philosophische Analysen zur Geistmetaphysik F. M. Dostojevskijs. 1988.
- 221. Kannenberg, Gudrun: Die Vokalwechsel des Polnischen in Abhängigkeit von Flexion und Derivation. Eine generative Beschreibung. 1988.
- 220. Hong, Gabriele: Palatalisation im Russischen und Chinesischen. 1988.
- 219. Menke, Elisabeth: Die Kultur der Weiblichkeit in der Prosa Irina Grekovas. 1988.
- 218. Besters-Dilger, Juliane: Zur Negation im Russischen und Polnischen. 1988.
- 217. Kunstmann, Heinrich: Beiträge zur Geschichte der Besiedlung Nord- und Mitteldeutschlands mit Balkanslaven. 1987.
- 216. Dohrn, Verena: Die Literaturfabrik. Die frühe autobiographische Prosa V.B. Sklovskijs.- Ein Versuch zur Bewältigung der Krise der Avantgarde. 1987.
- 215. Eberspächer, Bettina: Realität und Transzendenz.- Marina Cvetaevas poetische Synthese. 1987.
- 214. Jovanovic Gorup, Radmila: The Semantic Organization of the Serbo-Croatian Verb. 1987.
- 213. Antalovsky, Tatjana: Der russische Frauenroman 1890–1917. Exemplarische Untersuchungen. 1987.
- 212. Slavistische Linguistik 1986. Referate des XII. Konstanzer Slavistischen Arbeitstreffens Frankfurt am Main/Riezlern 16.-19.9.1986. Hg. von Gerd Freidhof und Peter Kosta. 1987.
- 211. Fuchs, Ina: Die Herausforderung des Nihilismus. Philosophische Analysen zu F.M. Dostojewskijs Werk "Die Dämonen." 1987.
- 210. Winter, Una: Zum Problem der Kategorie der Person im Russischen. 1987.
- 209. Störmer, Olaf: die altrussischen Handschriften liturgischer Gesänge in semantischer Notation als Hilfsmittel der slavischen Akzentologie. 1987.
- 208. Miemietz, Bärbel: Nominalgruppen als Textverweismittel. Eine Untersuchung zum Polnischen unter Berücksichtigung des polnisch-deutschen Sprachvergleichs. 1987.
- 207. Meyer, Angelika: "Sestra moja - zizn'" von Boris Pasternak. Analyse und Interpretation. 1987.
- 206. Deschler, Jean-Paul: Kleines Wörterbuch der kirchenslavischen Sprache. (Wortschatz der gebräuchlichsten liturgischen Texte mit deutscher Übersetzung, Tabelle des kyrillischen Alphabets mit Angabe der Aussprache, Verzeichnis der Abkürzungen in Handschriften und auf Ikonen.) 1987.
- 205. Timroth, Wilhelm von: Russian and Soviet Sociolinguistics and Taboo Varieties of the Russian Language. (Argot, Jargon, Slang, and "Mat".) Revised and Enlarged Edition. 1986.
- 204. Lempp, Albrecht: Miec. "To Have" in Modern Polish. 1986.
- 203. Weidner, Anneliese: Die russischen Übersetzungsäquivalente der deutschen Modalverben. Versuch einer logisch-semantischen Charakterisierung. 1986.
- 202. Hock, Wolfgang: Das Nomianalsystem im Uspenskij Sbornik. 1986.
- 201. Wortbildung und Akzent im Russischen. Tilman Berger 1986. 373 Seiten

- 199. Die Prosa sowjetischer Kinderzeitschriften (1919–1925): Eine Themen- und Motivanalyse in Bezug auf das Bild des Jungen Protagonisten. Wolfram Eggeling 1986. 506 Seiten
- 198. Analytic Modality in Macedonian. Christina Elizabeth Kramer 1986. Monographie 177 Seiten
- 197. Zeichen und Funktion: Beiträge zur ästhetischen Konzeption Jan Mukařovskýs. Hans Günther (Band-Herausgeber:in) 1986 Sammelband 207 Seiten
- 196. The Poetry of Anna Akhmatova: A Conquest of Time and Space. Sonia I. Ketchian 1986. Monographie. 225 Seiten
- 195. Ägypten und ägyptische Mythologie, Bilder der Transition im Werk Andrej Belyjs. Evelies Schmidt. 1986. Monographie. 439 Seiten
- 194. Neuer Mensch und "Goldene Mittelmässigkeit": F. M. Dostoevskijs Kritik am rationalistisch-utopischen Menschenbild. Barbara Wett 1986. Monographie 238 Seiten

- 192. A Semantic Analysis of the Russian Verbal Prefixes za-, pere-, do-, and ot-. Laura A. Janda 1986 Monographie 261 Seiten

- 190. Die deadjektivische Wortbildung des Russischen: Versuch einer "analytisch-synthetisch-funktionellen" Beschreibung. Jörg Kaltwasser 1986 Monographie 235 Seiten
- 189. D. I. Fonvizin und P. A. Plavil'ščikov: Ein Kapitel aus der russischen Theatergeschichte im 18. Jahrhundert. Peter Hiller 1985. Monographie 344 Seiten
- 188. Das sowjetrussische Autorenlied: Eine Untersuchung am Beispiel des Schaffens von Aleksandr Galič, Bulat Okudžava und Vladimir Visockij. Dagmar Boss 1985 Monographie 119 Seiten
- 187. Die russischen Partikeln als Pragmalexeme. Renate Rathmayr 1985. Monographie 354 Seiten
- 186. Zur Interpretation russischer Nominalgruppen: Anaphorische Bezüge und thematische Strukturen im Satz und im Text. Christa Hauenschild 1985. Monographie 391 Seiten
- 185. Goethes Lyrik in russischer Übersetzung. Ulrike Kahlenborn 1985. Monographie 309 Seiten

- 183. Probleme bei der Übersetzung phraseologischer Einheiten aus dem Russischen ins Deutsche: Anhand von Werken V. F. Panovas. Gerlinde Kammer 1985. Monographie 223 Seiten
- 182. Der Bedeutungsaufbau in den späten Erzählungen Čechovs: "Offenes" und "geschlossenes" Erzählen. Gerhard Penzkofer 1984. Monographie 367 Seiten
- 180. Aspekte der Slavistik: Festschrift für Josef Schrenk. Wolfgang Girke (Band-Herausgeber) Helmut Jachnow (Band-Herausgeber) 1984. Sammelband 270 Seiten
- 179. Das Frühwerk Valentin P. Kataevs. Josef Vogl 1984 Monographie 197 Seiten
- 178. Tradition und Innovation in der sowjetrussischen Dorfprosa der sechziger und siebziger Jahre: Zu Funktion, Darstellung und Gehalt des dörflichen Helden bei Vasilij Šukšin und Valentin Rasputin. Heide Wüst. 1984. Monographie. 249 Seiten
- 177. Die Pronominalsysteme der slavischen Sprachen. Rudolf Kattein 1984. Monographie, 142 Seiten
- 176. Analogie und Sprachwandel im Vergleich zweier verwandter Sprachen: Russisch und Polnisch. Cornelia Rödel-Kappl 1984. Monographie, 246 Seiten

- 174. Das lyrische Werk Antoni Langes: Untersuchungen zur Dichtungssprache eines "jungpolnischen" Autors. Hans-Peter Hoelscher-Obermaier. 1983. Monographie. 127 Seiten
- 173. The Peripheral Plural Endings of Nouns in Petrine Sermons. John Dingley. 1983. Monographie. 388 Seiten
- 171. The Semantics of Chaos in Tjutčev: Teilausgabe von Pratt, Sarah: Alternatives in Russian Romanticism. Sarah Pratt 1983. Monographie. 149 Seiten

- 169. Die glagolitische Druckerei von Rijeka und ihr historiographisches Werk. Günther Tutschke 1983. Monographie, 373 Seiten
- 168. Isaak Babel' auf der sowjetischen Bühne. Petra Morsbach 1983. Monographie. 255 Seiten
- 167. Das Bauernthema in der sowjetrussischen Prosa der 20er Jahre: Konzeptionen, Konflikte und Figuren. Tessa Hofmann 1983. Monographie, 434 Seiten
- 166. Das poetische System der Dramen I. S. Turgenevs: Studien zu einer pragmatischen Dramenanalyse. Walter Koschmal 1983. Monographie, 453 Seiten
- 165. Die Sprachrubrik in der "Literaturnaja gazeta" von 1964 bis 1978. Dagmar Christians 1983. Monographie, 266 Seiten
- 164. Russische und sowjetische Soziolinguistik und tabuisierte Varietäten des Russischen (Argot, Jargons, Slang und Mat). Wilhelm Von Timroth 1983. Monographie. 194 Seiten
- 163. Die sowjetische Kolchos- und Dorfprosa der fünfziger und sechziger Jahre: Zur Evolution einer literarischen Unterreihe. Georg Witte 1983. Monographie. 292 Seiten
- 162. Weißrussische Anthologie: Ein Lesebuch zur weißrussischen Literatur (mit deutschen Übersetzungen). Ferdinand Neureiter (Hrsg.) 1983. Sammelband. 230 Seiten Digitalisat
- 161. Utopisches Denken bei V. Chlebnikov. Peter Stobbe 1982. Monographie, 157 Seiten

- 159. Vorläufige Untersuchungen über den bairischen Bulgarenmord von 631/632. Heinrich Kunstmann 1982. Monographie. 104 Seiten
- 158. Das Bogostroitel'stvo bei Gor'kij und Lunačarskij bis 1909: Zur ideologischen und literarischen Vorgeschichte der Parteischule von Capri. Raimund Sesterhenn 1982. Dissertation. 366 Seiten
- 157. Die "progressive" Form des englischen Verbs und ihre Übersetzungsmöglichkeiten im Slowenischen. Mira Pihler 1982 Monographie 170 Seiten
- 156. Die Analyse der Handlungsstrukturen von Erzählwerken am Beispiel von N. V. Gogol's "Die Nase" und "Der Mantel". Ivo Bock 1982 Monographie 168 Seiten
- 155. Bulgarien 1300: Referate der Sektion "Sprache und Literatur" des Symposiums "Bulgarien in Geschichte und Gegenwart", Hamburg, 9.–17. 9. 1981. Peter Hill (Herausgeber). 1982. Sammelband. 97 Seiten
- 154. Russian Literature in Exile: The Life and Work of Gajto Gazdanov. László Dienes. 1982. Monographie. 224 Seiten
- 153. Maksimilian Vološin als Künstler und Kritiker. Claudia Wallrafen. 1982. Monographie. 273 Seiten
- 152. Teksty-matreški Vladimira Nabokova. Sergej Davydov. 1982.
- 151. Zur Entfremdungs- und Identitätsproblematik in der Sowjetprosa der 60er und 70er Jahre: Eine literatursoziologische Untersuchung. Johann Meichel. 1981. Monographie. 217 Seiten
- 150. Andrej Belyjs ästhetische Theorie des schöpferischen Bewusstseins: Symbolisierung und Krise der Kultur um die Jahrhundertwende. Maria Deppermann. 1982. Monographie. 256 Seiten
- 149. Strukturen des modernen epischen Theaters: Stanisław Wyspiańskis "Teatr ogromny" erläutert am Beispiel des Dramas "Achilleis". Nora Koestler 1981. Monographie. 246 Seiten
- 148. Das erklärend-kombinatorische Wörterbuch im "Smysl - Tekst"-Modell: Studien zu den lexikologischen Grundlagen der Bedeutungsexplikation und ihrer lexikographischen Verwendbarkeit. Klaus Hartenstein 1981. Monographie. 277 Seiten

- 146. Jerzy Andrzejewskis Roman "Ciemności kryją ziemię" und die Darstellung der spanischen Inquisition in Werken der fiktionalen Literatur. Jürgen Schreiber 1981. Monographie. 308 Seiten
- 145. Tendenzen der Entwicklung des sowjetischen satirischen Romans (1919–1931). Jörg Ebding 1981. Monographie, 294 Seiten
- 144. Farbe und Licht: Symbolik bei Aleksandr Blok. Johanne Peters 1981. Monographie, 315 Seiten
- 143. "Wortarten" als klassifikatorisches Problem der deskriptiven Grammatik. Historische und systematische Untersuchungen am Beispiel des Russischen. Sebastian Kempgen 1981. Monographie, X + 309 Seiten
- 142. Lef and the Left Front of the Arts. Halina Stephan 1981. Monographie. 242 Seiten. Kunstwissenschaften
- 141. Das zusammengesetzte Verbalprädikat mit "da" im Neubulgarischen. Albrecht Lempp 1981. Monographie. 102 Seiten
- 140. Arthur Schopenhauer und die russische Literatur des späten 19. und frühen 20. Jahrhunderts. Joachim T. Baer 1980. Monographie. 194 Seiten

- 137. Semantische Untersuchungen zum Verbalaspekt im Russischen. Walter Breu 1980. Monographie. 231 Seiten
- 136. Zur Erklärung und Modellierung diachroner Wortbildungsprozesse (anhand russischer substantivischer Neologismen). Helmut Jachnow 1980. Monographie. 230 Seiten
- 135. Russian Verbal Prefixation and Semantic Features: An Analysis of the Prefix vz-. James Gallant 1979. Monographie. 460 Seiten
- 134. Die Feoptija V. K. Trediakovskijs: Ein physikotheologisches Lehrgedicht im Russland des 18. Jahrhunderts. Wilhelm Breitschuh 1979. Monographie. 523 Seiten
- 132. Zur syntaktischen und kommunikativen Struktur slavischer Partizipial- und Gerundiokonstruktionen. Christoph Höck 1979. Monographie. 283 Seiten
- 131. Thema und Anweisungsstruktur im Text mit einer Analyse des ersten Abschnittes aus "Noc s Hamletem" von Vladimír Holan. Eva Nitsch 1979. Monographie. 178 Seiten

- 129. Die Handwerkerbezeichnungen im Alttschechischen. Jana Malingoudis 1979. Monographie. 221 Seiten
- 128. The Russian Journey of Karel Havlíček Borovský. Michael Henry Heim 1979. Monographie. 194 Seiten
- 127. Stilistische und verbalsyntaktische Untersuchungen zum Moskovitischen Prunkstil des 16. Jahrhunderts: Die Erzählung über die Belagerung Pleskaus durch den polnischen König Stephan Báthory 1581/82 im Vergleich mit der Erzählung über die Eroberung Konstantinopels durch die Türken 1453. Gerd Stricker 1979. Monographie. 678 Seiten
- 126. Die Abstrakta auf -nie/-tie, -ka/-ok, -ost', -stvo/-stvie, -ie/-'e in den "Pis'ma i Bumagi" Peters des Großen. Rainer Berg 1978. Monographie. 352 Seiten
- 125. Die dichterische Symbolik V. M. Garšins. Luise Schön 1978. Monographie. 203 Seiten
- 124. Formenbildung des russischen Verbs: Versuch einer analytisch-synthetisch-funktionellen Beschreibung der Präsens- und der Präteritumflexion. Werner Lehfeldt 1978. Monographie. 114 Seiten
- 123. Middle Low German Loanwords in Russian. George Thomas 1978. Monographie. 269 Seiten

- 121. Der Poetismus: Das Programm und die Hauptverfahren der tschechischen literarischen Avantgarde der zwanziger Jahre. Vladimír Müller 1978 Monographie 215 Seiten

- 118. Untersuchungen zur Theorie und Praxis der Typisierung bei I. A. Gončarov. Mechtild Russell 1978 Monographie 401 Seiten

- 115. Gogol's religiöses Weltbild und sein literarisches Werk: Zur Antagonie zwischen Kunst und Tendenz. Hildegund Schreier 1977 Monographie 123 Seiten
- 114. Einwortlexeme und Wortgruppenlexeme in der technischen Terminologie des Polnischen. Herbert Matuschek. München: Sagner. 1977
- 113. Slavistische Linguistik. Teil: 1976., Referate des II. Konstanzer Slavistischen Arbeitstreffens (5.–7.10.1976). München: Sagner. 1977
- 112. Zur Metaphorik in den Epen "Živana", "Medvjed Brundo", "Utva" und "Ahasver" des kroatischen Dichters Vladimir Nazor. Hartmut Albert 1977 Monographie 171 Seiten
- 111. Untersuchungen zur poetischen Struktur der Lyrik von Sima Pandurović. "Posmrtne počasti". Bärbel Schulte 1977 Dissertation 345 Seiten
- 110. On the Structure and History of Russian. Selected Essays. With a Preface by Henrik Birnbaum. Dean S. Worth 1977 Monographie 276 Seiten
- 109. A Learner's Guide to the Old Church Slavic Language. Teil 1: Grammar with Exercises: Teil 1: Grammar with Exercises. Philip J. Regier 1977 Monographie 368 Seiten
- 108. Die Bildlichkeit in den Romanen Ivan Aleksandrovič Gončarovs (1812–1891). Ulrich M. Lohff 1977 Monographie 244 Seiten
- 107. Die ältesten tschechischen Evangeliare: Edition, Text- und Sprachanalyse der ersten Redaktion. Josef Vintr 1977 Monographie 367 Seiten
- 106. Jacob Grimm und Vuk Karadžić: Ein Vergleich ihrer Sprachauffassungen und ihre Zusammenarbeit auf dem Gebiet der serbischen Grammatik. Vera Bojić 1977, Monographie, 257 Seiten
- 105. Von der Dekoration zur Narration: Zur Entstehungsgeschichte der slovenischen Literatur. Jože Pogačnik 1977 Monographie 165 Seiten
- 104. Der polnische Aphorismus: Die "Unfrisierten Gedanken" von Stanisław Jerzy Lec und ihr Platz in der polnischen Aphoristik. Peter Krupka 1976 Monographie 197 Seiten
- 103. Die Struktur des zusammengesetzten Nominalprädikats im Altbulgarischen. Rumjana C. Zlatanova 1976 Monographie 220 Seiten
- 102. Zur Kontextdeterminierung des Verbalaspekts im modernen Polnisch. Gerd Lenga 1976 Monographie 233 Seiten
- 101. Die Erzählungen Fëdor Sologubs. Andreas Leitner 1976 Monographie 249 Seiten
- 100. Die von präfigierten Verben abgeleiteten Substantive in der modernen serbokroatischen Standardsprache. Klaus Koszinowski 1976 Monographie 271 Seiten
- 99. Pobeda nad solncem. Ein futuristisches Drama von A. Kručenych. Gisela Erbslöh Aleksej E. Kručenych 2012 Monographie 121 Seiten
- 98. Die Ikone des Hl. Theodor Stratilat zu Kalbensteinberg: Eine philologisch-historische Untersuchung. Helmut Lohse 2012 Monographie 242 Seiten
- 97. Linguistische Analyse der Ortsnamen der ehemaligen Komitate Bács und Bodrog: Von der ungarischen Landnahme (896) bis zur Schlacht von Mohács (1526). Bernd Eschenburg 2012 Monographie 156 Seiten
- 96. The Literary Style of Epifanij Premudryj "Pletenije sloves". Faith C. M. Kitch 2012 Monographie 298 Seiten
- 95. Der Inhalt sowjetrussischer Vorlesestoffe für Vorschulkinder: Eine quantifizierende Corpusanalyse unter Benutzung eines Computers. Gisela Schenkowitz 1976 Monographie 767 Seiten
- 94. Torlak Accentuation. Ronelle Alexander. 1975 Monographie 806 Seiten
- 93. Zur Analyse dreier Erzählungen von Vl. l. Dal': Modellierung eines Lebensweges. Mit einem methodologischen Geleitwort von Johannes Holthusen. Johanna Renate Döring (Band-Herausgeber:in) 1975 Sammelband 203 Seiten
- 92. The Romantic Age in Russian Literature - Poetic and Esthetic Norms: An Anthology of Original Texts (1800–1850). Rudolf Neuhäuser 1975 Monographie 300 Seiten
- 91. Sava Mrkalj als Reformator der serbischen Kyrilliza: Mit e. Nachdruck des Salo debeloga jera libo Azbukoprotres. Aus d. Serbokroatischen von Eva Nitsch. Miloš Okuka. 1975. Monographie. 123 Seiten
- 90. Zur Wortbildung im modernen Russisch. Paul W. Schönle 1975 Monographie 195 Seiten
- 89. Devětsil und Poetismus: Künstlerische Theorie und Praxis der tschechischen literarischen Avantgarde am Beispiel Vítězslav Nezvals, Jaroslav Seiferts und Jiří Wolkers. Peter Drews 1975 Monographie 330 Seiten
- 88. Neuere Tendenzen der Sowjetischen Science Fiction. Hans Földeak 1975 Monographie 208 Seiten
- 87. The Language of the Old Czech Legenda "O Svaté Kateřině". George M. Cummins 1975 Monographie 371 Seiten
- 86. Untersuchungen zum altrussischen Akzent: Anhand von Kirchengesangshandschriften. Margarete Ditterich 1975 Monographie 147 Seiten
- 85. Der Orient im Werk Velimir Chlebnikovs. Salomon Mirsky 1975 Monographie 112 Seiten
- 84. V. V. Majakovskij: Pro éto. Übersetzung und Interpretation. Senta Everts-Grigat 1975 Monographie 262 Seiten
- 83. Die Sage von Heinrich dem Löwen bei den Slaven. Winfried Baumann 1975 Monographie 185 Seiten
- 82. The Nominative Object in Slavic, Baltic, and West Finnic. Alan H. Timberlake 1974 Monographie 265 Seiten
- 81. Aleksandr Bloks Drama Pesnja sud'by "Das Lied des Schicksals". Übersetzt, kommentiert und interpretiert vom Verfasser. Dietrich Wörn 1974 Monographie 545 Seiten
- 80. Moskau und Petersburg in der russischen Literatur (ca. 1700–1850): Zur Gestaltung eines literarischen Stoffes. Gudrun Ziegler 1974 Monographie 189 Seiten
- 79. Bonaventura's "Nachtwachen" and Dostoevsky's "Notes from the Underground". A Comparison in Nihilism. Rado Pribić 1974 Monographie 155 Seiten
- 78. Untersuchungen zum Wortschatz der Freisinger Denkmäler: Christliche Terminologie. Irene Wiehl 1974 Monographie 169 Seiten
- 77. Homonyme und ihre formale Auflösbarkeit im System Sprache: Dargestellt an altrussischen Berufsbezeichnungen. Eckehard A. Hilf 1974 Monographie 129 Seiten
- 76. Der Dialog in F. M. Dostoevskijs "Idiot". Brigitte Schultze 1974 Monographie 314 Seiten
- 75. Untersuchungen zur Phonologie und Prosodie einer kajkavischen Mundart (Gornja Stubica). Wolfgang Jakoby. 1974. Monographie. 256 Seiten
- 74. Stilelemente der mündlichen Literatur in der vorrealistischen Novellistik der Serben und Kroaten. Beatrix Schmidt. 1974. Monographie. 311 Seiten
- 73. Ivo Kozarčanin - Leben und Werk: Ein Beitrag zur kroatischen Zwischenkriegsliteratur. Elfriede Bachmann. 1974. Monographie. 250 Seiten
- 72. SPLIT: Ein Verfahren zur maschinellen morphologischen Segmentierung russischer Wörter. Friedrich Wenzel. 1973. Monographie. 203 Seiten
- 70. Die satirischen Komödien VL. I. Lukins (1737–1794): Ein Beitrag zur Typologie der russischen Komödie der Aufklärungszeit. Hannelore Guski. 1973. Monographie. 251 Seiten
- 69. Rußland in Vers und Prosa: Vorträge zur russ. Literatur des 19. u. 20. Jahrhunderts. Johannes Holthusen 2012 Monographie 212 Seiten
- 68. Nomina abstracta im Russischen des 16. Jahrhunderts: Ein Beitrag zur Geschichte der Abstraktasuffixe im Slavischen. Inge Auerbach. 2012. Monographie. 368 Seiten
- 67. Some Problems of the Second South Slavic Influence in Russia. Ilya Talev. 1973. Monographie. 430 Seiten
- 66. Die geneigten Vokale als Reflexe altpolnischer Längen im Wörterbuch von Jan Mączyński. Hannelore Gonschior. 1973. Monographie. 391 Seiten
- 65. Studien zur Geschichte der russischen Verserzählung in der zweiten Hälfte des 19. Jahrhunderts. Elvira Högemann-Ledwohn. 1973. Monographie. 428 Seiten
- 64. Die Lyrik Pasternaks in den Jahren 1928–1934. Johanna Renate Döring. München: Sagner. 1973
- 63. France in the work and ideas of Antun Gustav Matoš. Olga Grahor. München: Sagner 1973
- 62. Kroatische Übersetzungen und Nachdichtungen deutscher Gedichte zur Zeit des Illyrismus. Mira Gavrin 1973 Monographie 226 Seiten
- 61. Kaschubische Anthologie. Ferdinand Neureiter. 1973. Monographie. 281 Seiten
- 60. Untersuchungen zur Translation von Substantiven zu Adjektiven im Altrussischen. Walter Andreesen. 1972. Monographie. 151 Seiten
- 59. Vjačeslav Ivanovs Tragödie "Tantal": Eine literarhistorische Interpretation. Armin Hetzer. 1972. Monographie. 202 Seiten
- 58. August Šenoas historische Romane: Untersuchungen zu Geschichtsdarstellung und Geschichtskonzeption in "Zlatarevo Zlato", "Čuvaj se senjske ruke" und "Seljačka buna". Gisa Dippe. 1972. Monographie. 177 Seiten
- 57. Studien zum Stil der Sava-Vita Teodosijes. Ein Beitrag zur Erforschung der altserbischen Hagiographie. Cornelia Müller-Landau. 2012. Monographie. 183 Seiten
- 56. Untersuchungen zur Entwicklung der Nominalkomposition im Russischen seit 1917. Jochen Raecke. 1972. Monographie. 279 Seiten
- 55. Das Futurum der polnischen Verba. Helmut Mönke. 2012. Monographie. 184 Seiten
- 54. Neizvestnyj poet P. D. Buturlin - analiz tvorčestva. Olga Schmidt. 1971. Monographie. 229 Seiten
- 53. Untersuchungen zur Improvisation und Tradierung der Sevdalinka an Hand der sprachlichen Figuren. Wolfgang Eschker 1971 Monographie 275 Seiten
- 52. Bedeutung und Funktion der Gestalten der europäisch-östlichen Welt im dichterischen Werk Thomas Manns: Untersuchungen zur deutschen Literatur und zur Wirkungsgeschichte der russ. Literatur in Deutschland. Christian Schmidt. 2012. Monographie. 366 Seiten
- 51. Beiträge zur Entwicklungsgeschichte der frühen Romane L. M. Leonovs. Christoph Brümmer. 1971. Monographie. 232 Seiten
- 50. Karolina Karlovna Pavlova, eine Dichterin russisch-deutscher Wechselseitigkeit. Barbara Lettmann-Sadony. 1971. Monographie. 181 Seiten
- 49. Die Abstracta "um" und "razum" bei Belinskij: Semasiologische Untersuchungen. Rolf Lettmann. 1971. Monographie. 167 Seiten
- 48. M. Ju. Lermontovs Konzeption des literarischen Helden. Andreas Guski. 2012. Monographie. 225 Seiten
- 47. Die Bedeutung des Raumes für die Struktur des Erzählwerks. Christian Sappok. 1970. Monographie. 154 Seiten
- 46. Zur Übersetzungstechnik des altrussischen "Jüdischen Krieges" des Josephus Flavius. Alfons Höcherl. 1970. Monographie. 183 Seiten
- 45. Jurij Fedorovič Samarin. Seine geistesgeschichtliche Position und politische Bedeutung. Gerda Hucke. 1970. Monographie. 263 Seiten
- 44. Beiträge zur Geschichte des Artikels im Bulgarischen. Wilfried Stölting. 1970. Monographie. 304 Seiten
- 43. Das patriarchale Dorf im Erzählwerk von Janko M. Veselinović. Gerda Baudisch. 1969. Monographie. 225 Seiten
- 42. The Portrayal of the German in Russian Novels - Gončarov, Turgenev, Dostoevskij, Tolstoj. Robert Kenneth Schulz. 1969. Monographie. 213 Seiten
- 41. The Russian Folk-Tale. Maria-Gabriele Wosien. 1969. Monographie. 237 Seiten
- 39. Studien zur Sprache N. S. Leskovs. Wolfgang Girke. 1969. Monographie. 220 Seiten
- 38. Studien zur russischen Častuška und ihrer Entwicklung. Brigitte Stephan. 1969. Dissertation. 358 Seiten. Digitalisat
- 37. Studien zur Romantechnik Miroslav Krležas. Sibylle Schneider. München: Sagner 1969
- 36. Hus und Hussitismus in der tschechischen Literatur des 19. und 20. Jahrhunderts. Hermann Schmidt. München, Sagner 1969
- 35. Studien zur Rezeption der Antike bei russischen Dichtern zu Beginn des XIX. Jahrhunderts. Mara Kažoknieks. München, Sagner 1968
- 34. Das Groteske bei N. V. Gogol': Formen u. Funktionen. Hans Günther. München: Sagner 1968
- 33. Untersuchungen zur Stratigraphie und Chronologie der südslavischen Volksepik. Dagmar Burkhart. München, Sagner 1968
- 32. Das Bild des bulgarischen Mittelalters in der neubulgarischen Erzählliteratur. Detlef Kulman. München, Sagner 1968
- 31. Beiträge zur Erforschung der serbokroatischen Prosodie die linguistische Struktur der Tonverlaufs-Minimalpaare. Peter Rehder. München, Sagner 1968
- 30. Vjačeslav Ivanov: Dichtung und Dichtungstheorie. Carin Tschöpl. München, Sagner 1968
- 28. J. U. Niemcewicz: "Spiewy historyczne" Geschichtsauffassung und -darstellung. Ilse Kunert. München, Sagner 1968
- 27. Westeuropa und Rußland im Weltbild Aleksandr Bloks. Rolf-Dieter Kluge. München, Sagner 1967
- 26. Der Gebrauch der Pronominalform des Adjektivs im Litauischen. Lucia Baldauf. München, Sagner 1967
- 25. Das Problem des altrussischen demestischen Kirchengesanges und seiner linienlosen Notation. Johann von Gardner. München, Sagner 1967
- 24. Marianne Werefkin und der russische Symbolismus Studien zur Ästhetik und Kunsttheorie. Jelena Hahl-Koch. München, Sagner 1967
- 23. Die Theorie vom Typischen in der Literatur ihre Ausprägung in der russischen Literaturkritik u. in der sowjetischen Literaturwissenschaft. Bernhard Küppers. München, Sagner, 1966
- 22. A. S. Puškins Versepik Autoren-Ich und Erzählstruktur. Karla Hielscher. München, Sagner 1966
- 21. Die Wortstellung im Russischen. Helmut Wilhelm Schaller. München, Sagner 1966
- 20. Aleksandr Bestužev-Marlinskij. Horst v. Chmielewski. München, Sagner 1966
- 19. Die Nominalkomposita in der Iliasübersetzung von N. I. Gnedič. Sieglinde Holzheid. München, Sagner 1969
- 18. Die Entstehung des slavischen phonologischen Systems und seine Entwicklung bis zum Ende der Periode der slavischen Spracheinheit. František Václav Mareš. München, Sagner 1965
- 17. Goethe bei den Serben. Dragoslava Perišić. München, Sagner 1968
- 16. Die Romankunst Ivan Vazovs epische Studien. Wolfgang Gesemann. München, Sagner 1966
- 15. Das Türkenbild in der ragusanisch-dalmatinischen Literatur des XVI. Jahrhunderts. Edelgard Albrecht. München: Sagner 1965
- 14. Natur, Kunst und Liebe in der Philosophie Vladimir Solov'evs eine religionsphilosophische Untersuchung Edith Klum. München, Sagner 1965
- 13. Vergleichende griechisch-slavische Aspektstudien Käthe Koschmieder-Schmid. München, Sagner 1967
- 12. Das litauische Phonationssystem. Daine Augustaitis. München, Sagner 1964
- 12a. Sergej Esenin Bilder- und Symbolwelt. Christiane Auras. München, Sagner 1965
- 11. Vojislav Ilić: Leben und Werk. Robert Felber. München, Sagner 1965
- 10. Das polnische Bauerntum im Werk Eliza Orzeszkowas. Julius Mrosik. München: Sagner 1963
- 9. Die Funktion des Verbalaspekts im Praesens historicum des Russischen. Baldur Panzer. München: Sagner 1963
- 8. Ivo Andrić : Studien über seine Erzählkunst. Regina Minde. München: Sagner 1962
- 7. Valerij Brjusovs Beitrag zur Literaturtheorie : Aus d. Geschichte d. russ. Symbolismus. Alexander Schmidt. München: Sagner 1963
- 6. Aus Vatroslav Jagies Briefwechsel : Odessa, Berlin, Petersburg 1872–1892. Hubert Rösel. München: Sagner 1962
- 5. Tempus und Aspekt im serbokroatischen Präsens. Mihailo Mihailovic. München: Sagner 1962
- 4. Das russische Altgläubigentum : Geschichte, Darstellung in d. Literatur. Viktoria Pleyer. München: Sagner 1961
- 3. Janka Kupala : Der Sänger d. weissruthen. Volkstums. Moskalik, Michael. München 1961
- 2. Die Anfänge der Literaturtheorie bei den Serben. Kadach, Dorothea. München: Sagner 1960
- 1. Das Plusquamperfektum im Polnischen. Maurer, Jadwiga. München: Sagner 1960